# 13e cérémonie des Women Film Critics Circle Awards
 (juillet 2025).
La mise en forme du texte ne suit pas les recommandations de Wikipédia : il faut le « wikifier ».
Les points d'amélioration suivants sont les cas les plus fréquents. Le détail des points à revoir est peut-être précisé sur la page de discussion.
- Les titres sont pré-formatés par le logiciel. Ils ne sont ni en capitales, ni en gras.
- Le texte ne doit pas être écrit en capitales (les noms de famille non plus), ni en gras, ni en italique, ni en « petit »…
- Le gras n'est utilisé que pour surligner le titre de l'article dans l'introduction, une seule fois.
- L'italique est rarement utilisé : mots en langue étrangère, titres d'œuvres, noms de bateaux, etc.
- Les citations ne sont pas en italique mais en corps de texte normal. Elles sont entourées par des guillemets français : « et ».
- Les listes à puces sont à éviter, des paragraphes rédigés étant largement préférés. Les tableaux sont à réserver à la présentation de données structurées (résultats, etc.).
- Les appels de note de bas de page (petits chiffres en exposant, introduits par l'outil «  Source ») sont à placer entre la fin de phrase et le point final[comme ça].
- Les liens internes (vers d'autres articles de Wikipédia) sont à choisir avec parcimonie. Créez des liens vers des articles approfondissant le sujet. Les termes génériques sans rapport avec le sujet sont à éviter, ainsi que les répétitions de liens vers un même terme.
- Les liens externes sont à placer uniquement dans une section « Liens externes », à la fin de l'article. Ces liens sont à choisir avec parcimonie suivant les règles définies. Si un lien sert de source à l'article, son insertion dans le texte est à faire par les notes de bas de page.
- La présentation des références doit suivre les conventions bibliographiques. Il est recommandé d'utiliser les modèles {{Ouvrage}}, {{Chapitre}}, {{Article}}, {{Lien web}} et/ou {{Bibliographie}}. Le mode d'édition visuel peut mettre en forme automatiquement les références.
- Insérer une infobox (cadre d'informations à droite) n'est pas obligatoire pour parachever la mise en page.

Pour une aide détaillée, merci de consulter Aide:Wikification.
Si vous pensez que ces points ont été résolus, vous pouvez retirer ce bandeau et améliorer la mise en forme d'un autre article.
La 13e cérémonie des Women Film Critics Circle Awards (WFCC Awards), décernés par le Women Film Critics Circle, a eu lieu en décembre 2016 et a récompensé les films célébrant la cause des femmes réalisés en 2016.

## Palmarès

### Meilleur acteur
★ Casey Affleck - Manchester by the Sea
- Joel Edgerton - Loving
- Matthew McConaughey - Free State of Jones
- Christopher Plummer - Remember

### Meilleure actrice
★ Natalie Portman - Jackie
- Rebecca Hall - Christine
- Taraji P. Henson - Les figures de l'ombre
- Ruth Negga - Loving

### Meilleure jeune actrice
★ Hailee Steinfeld - The Edge of Seventeen
* Sasha Lane - American Honey
* Royalty Hightower - The Fits
* Madina Nalwanga - Queen of Katwe

### Meilleure actrice dans un film comique
★ Kate McKinnon - SOS Fantômes
- Judy Davis - The Dressmaker
- Sally Field - Hello, My Name Is Doris
- Greta Gerwig - Maggie a un plan

### Meilleur documentaire par ou à propos des femmes
★ Le 13e
- Audrie & Daisy
- Miss Sharon Jones!
- La jeune fille et son aigle

### Meilleur film étranger par ou à propos des femmes
★ Mademoiselle
- Julieta
- L'Avenir
- Toni Erdmann

### Meilleure scénariste
★ Ava DuVernay - Le 13e
- Kelly Reichardt - Certaines femmes
- Amy Fox - Equity
- Rebecca Miller - Maggie a un plan

### Meilleure image de l'homme dans un film
★ Loving
- Free State of Jones
- Paterson
- Snowden

### Meilleure image de la femme dans un film
★ Les figures de l'ombre
- Certaines femmes
- Loving
- Queen of Katwe

### Meilleure distribution féminine
★ Les figures de l'ombre
- SOS Fantômes
- The Dressmaker
- 20th Century Women

### Meilleur film à propos des femmes
★ Les figures de l'ombre
- Certaines femmes
- Christine
- 20th Century Women

### Meilleur film réalisé par une femme
★ Le 13e - Ava DuVernay
- Certaines femmes - Kelly Reichardt
- Queen of Katwe - Mira Nair
- The Dressmaker - Jocelyn Moorhouse

### Meilleure héroïne d'action
★ SOS Fantômes - Kristen Wiig, Melissa McCarthy, Kate McKinnon, Leslie Jones
- Colonia - Emma Watson
- Free State of Jones - Casting féminin
- Batman v Superman : L'Aube de la justice - Gal Gadot

### Meilleur film familial
★ Queen of Katwe
- Les figures de l'ombre
- Kubo et l'armure magique
- Miss Peregrine et les enfants particuliers

### Meilleur film d'animation féminin
- Vaiana : La Légende du bout du monde
  - Le bon gros géant (The BFG)
  - Le monde de Dory
  - Your Name

### Meilleur couple à l'écran
★ Loving
- Alliés
- Paterson
- Snowden

### Meilleure égalité des sexes
★ Loving
- Alliés
- Les figures de l'ombre
- Paterson

### Pire image de la femme dans un film
★ Nos pires voisins 2
- Elle
- Nocturnal Animals
- Zoolander 2

### Pire image de l'homme dans un film
★ Dirty Papy
- Frank & Lola
- Weiner
- Zoolander 2

### Meilleure phrase dans un film
★ Jackie : "I believe the characters we read on the page become more real than the men who stand beside us."

## Récompenses spécifiques

### Mommie Dearest Worst Screen Mom of the Year Award
★ Nocturnal Animals - Laura Linney
- Bad Moms - Mila Kunis
- La Légende de Barney Thomson - Emma Thompson
- The Whole Truth - Renée Zellweger

### Invisible Woman Award
★ Les figures de l'ombre - Casting féminin
- Certaines femmes - Lily Gladstone
- Christine - Rebecca Hall
- Nina - Zoe Saldana

### Courage in Acting Award
★ Christine - Rebecca Hall
- 20th Century Women - Annette Bening
- Certaines femmes - Lily Gladstone
- Nina - Zoe Saldana

### Josephine Baker Award
★ Les Figures de l'ombre
- Loving
- Moonlight
- Nina

### Adrienne Shelly Award
★ American Honey
- Audrie & Daisy
- Colonia
- The Uncondemned

### Karen Morley Award
★ Les Figures de l'ombre
- Christine
- Loving
- L'avenir

### Lifetime Achievement Award
★ Annette Bening
- Julie Andrews
- Martha Coolidge
- Viola Davis

### Acting and Activism Award
★ Emma Watson : UN Goodwill Ambassador, tells the UN General Assembly that universities need to be a safe space against campus sexual and racial assault, for women and people of color.
- Geena Davis : She has put in many decades of political service to feminist causes and has never held back even when speaking out could potentially harm her career. Her screen roles reinforce her beliefs. The Geena Davis Institute does research and advocacy.
- Jane Fonda : For a lifetime of activism both on screen and off.
- Shailene Woodley : For standing with the Water Protectors at Standing Rock and jailed for her activism there.

### Courage in Filmmaking Award
★ Le 13e - Ava DuVernay
- Jack of the Red Hearts - Janet Grillo
- Equity - Meera Menon
- Certaines femmes - Kelly Reichardt